# Dirk Velghe (bedrijfsleider)
Dirk Velghe is een Belgisch mediabestuurder.

## Levensloop
Dirk Velghe was algemeen directeur van het jobmedium Vacature. In 2005 werd hij algemeen directeur van Mediafin, de uitgever van De Tijd en L'Echo. Mediafin werd in 2005 als een consortium van De Persgroep en Groupe Rossel opgericht. In 2016 volgde Frederik Delaplace hem als CEO van Mediafin op en werd hij vervolgens voorzitter van de raad van bestuur.
In 2012 was hij tevens algemeen directeur ad interim van VNU Vacature Media, de Nederlandse tegenhanger van Vacature die voor een derde in handen was van Mediafin.
In 2021 publiceerde Velghe het boek De ziel van Parijs. In 2022 volgde bij De Tijd een gelijknamige podcast.